# Демішкан Володимир Федорович
Володи́мир Фе́дорович Демішка́н (*16 листопада 1949, Новоархангельськ) — український проросійський політик і чиновник, народний депутат 6 і 7-го скликання, голова Державної служби автомобільних доріг «Укравтодор» (у 2001—2004 роках, у 2006—2007, і від травня 2010). Член Партії регіонів. Кандидат технічних наук (2000), доцент (2003), голова Державної служби автомобільних доріг України.
В 2014 році переїхав на постійне проживання в Російську Фредерацію, на підставі паспорта грамадянина РФ.

## Життєпис
Народився 16 листопада 1949 (с.Новоархангельськ, Новоархангельський район, Кіровоградська область); одружений; має 4 дітей.
Освіта: Донецький політехнічний інститут, механічний факультет (1981—1987), інженер-механік, «Автомобілі і автомобільне господарство»; кандидатська дисертація «Удосконалення управління станом автомобільних доріг за умов обмежених ресурсів» (Харківський державний автомобільно-дорожній технічний університет, 2000).
1985—96 — начальник автоколони АТП, начальник, директор АТП, м.Брянка Луганської області З 12.1996 — начальник Луганського обласного управління з будівництва, ремонту та експлуатації автомобільних доріг. 09.1998—09.99 — заступник міністра транспорту України. З 09.1999 — начальник Київського обласного управління з будівництва, ремонту та експлуатації автомобільних доріг. 18 червня — 22 листопада 2001 — голова Української державної корпорація з будівництва, ремонту та утримання автомобільних доріг (Укравтодор). 22 листопада 2001-27 грудня 03 — голова Державної служби автомобільних доріг України. 5 жовтня — 10 грудня 2004 — голова правління НАК «Украгролізинг». З 10 серпня 2006 по 8 листопада 2007 — голова (28 вересня 2006 — поновлений на посаді з 27 грудня 2003) Державної служби автомобільних доріг України.
Народний депутат України 6-го скликання з 11.2007 від Партії регіонів, № 119 в списку. На час виборів: голова Державної служби автомобільних доріг України, член ПР. Член фракції Партії регіонів (з 11.2007), член Комітету з питань транспорту і зв'язку (з 12.2007).
6 квітня 2010 президент Віктор Янукович призначив Демішкана головою Вінницької обласної державної адміністрації.
26 травня 2010 Кабінет Міністрів призначив Володимира Демишкана головою Державної служби автомобільних доріг «Укравтодор», яка є основним будівельником доріг між населеними і промисловими пунктами в Україні.
З грудня 2012 року — депутат Верховної ради сьомого скликання, голова Підкомітету з питань автомобільних доріг та дорожнього господарства Комітету з питань транспорту та зв'язку Верховної ради. Член фракції Партії регіонів, групи «Економічний розвиток» (з 24.02.2014 року).
Один із 148 депутатів Верховної Ради України, які підписали звернення до Сейму Республіки Польща з проханням визнати геноцидом поляків події на Волині 1942—1944 років.
Академік Транспортної академії України (з 1998).
Батько убивці Сергія Демішкана, котрий в складі злочинної групи із трьох осіб (Сергій Демішкан, його кум Сергій Левченко, та їх спільний знайомий Олександр Кудрін) викрав, катував та убив свого партрнера по бізнесу Василя Івановича Кривозуба — директора авіаційно-транспортної агенції «Крунк» [Архівовано 11 квітня 2020 у Wayback Machine.] [Архівовано 18 квітня 2021 у Wayback Machine.] [Архівовано 11 квітня 2020 у Wayback Machine.] [Архівовано 11 квітня 2020 у Wayback Machine.] [Архівовано 11 квітня 2020 у Wayback Machine.].

## Відзнаки та нагороди
- Орден «За заслуги» III (10.2000), II ст. (07.2002).
- Держ. службовець 3-го рангу (09.2001), 2-го рангу (02.2002).
- Ювілейна медаль «10 років незалежності України» (2001).
- Почесна грамота Верховної Ради України (2002).
- Орден «Знак Пошани» (2002).
- Почесний професор Харківського національного автомобільно-дорожнього університету (2003).

Причетний до намагань силового вирішення міжконфесійних суперечок українських православних церков.